# Wspomnienia Sherlocka Holmesa
Wspomnienia Sherlocka Holmesa lub Dzienniki Sherlocka Holmesa (ang. The Memoirs of Sherlock Holmes) – zbiór 11 (w niektórych wydaniach 12) opowiadań o Sherlocku Holmesie angielskiego pisarza sir Arthura Conana Doyle’a, ilustrowany przez Sidneya Pageta. Opowiadania były publikowane pierwotnie w The Strand Magazine w latach 1892–1893. I wydanie książkowe ukazało się w 1894

## Historia publikacji
Spośród dwunastu utworów, jakie ukazały się w magazynie Strand (od grudnia 1892 do grudnia 1893), do pierwszej książkowej wersji „Wspomnień” z 1894 roku trafiło tylko jedenaście. „Kartonowe pudełko” (The Adventure of the Cardboard Box ze stycznia 1893 roku) nie znalazło się w zbiorze, gdyż sam autor uznał jego treść za zbyt kontrowersyjną. Mimo że początkowo pominięty utwór pojawia się w większości późniejszych brytyjskich wydań książki, w edycjach amerykańskich częściej można go znaleźć w zbiorze „Jego ostatni ukłon”.
W wersji książkowej dokonano też drobnych zmian w tekście, dodając do opowiadania „Stały pacjent” kilka pierwszych akapitów z usuniętego „Kartonowego pudełka”. W niektórych publikacjach (po raz pierwszy w 1928 roku) zapożyczony tekst został usunięty, a początek „Stałego Pacjenta” ponownie przeredagowany, przez co opowiadanie posiada trzy wersje różniące się od siebie długością i treścią wprowadzenia.

## Fabuła
W finałowym opowiadaniu Ostatnia zagadka Holmes spotyka się ze swoim wrogiem, profesorem Jamesem Moriartym, który jest obdarzony niezwykłymi zdolnościami matematycznymi, jednakże swoją mądrość i inteligencję wykorzystuje do działalności przestępczej. Jest inicjatorem wielu zbrodni w Londynie, lecz sam nigdy nie bierze w nich czynnego udziału. Holmes uważa go za równorzędnego przeciwnika i jako główny cel stawia sobie uwolnienie społeczeństwa od niebezpiecznego przestępcy. W końcu obydwaj adwersarze spotykają się w Szwajcarii przy alpejskim wodospadzie Reichenbach i podczas walki spadają w przepaść.
Zamysłem autora było uśmiercenie Sherlocka Holmesa i ostatnie opowiadanie tomu (napisane w formie wspomnienia dr Watsona) jest utrzymane w takim tonie, jakby detektyw rzeczywiście zginął. Jednakże pod naciskiem czytelników, Conan Doyle zmienił zdanie i przywrócił życie Holmesowi w opowiadaniu Pusty dom, zawartemu w następnym zbiorze opowiadań, zatytułowanym Powrót Sherlocka Holmesa.

## Lista opowiadań
- Srebrny Płomień (ang. Silver Blaze, I wyd. w grudniu 1892 roku)
- Kartonowe pudełko (The Adventure of the Cardboard Box, styczeń 1893 – tylko w niektórych wydaniach)
- Żółta twarz (The Yellow Face, luty 1893)
- Urzędnik maklerski (The Stock-broker's Clerk, marzec 1893)
- Gloria Scott (The Gloria Scott, kwiecień 1893)
- Rytuał Musgrave’ów (The Musgrave Ritual, maj 1893)
- Dziedzice z Reigate (The Reigate Puzzle, czerwiec 1893)
- Garbus (The Crooked Man, lipiec 1893)
- Stały pacjent (The Resident Patient, sierpień 1893)
- Grecki tłumacz (The Greek Interpreter, wrzesień 1893)
- Traktat morski (The Naval Treaty, październik – listopad 1893)
- Ostatnia zagadka (The Final Problem, grudzień 1893)

## Opowiadania z tomuWspomnienia Sherlocka Holmesaw oryginale
- Silver Blaze
- The Yellow Face
- The Stock-broker's Clerk
- The Gloria Scott
- The Musgrave Ritual
- The Reigate Puzzle
- The Crooked Man
- The Resident Patient
- The Greek Interpreter
- The Naval Treaty
- The Final Problem